# Mordella marginata
Mordella marginata là một loài bọ cánh cứng trong họ Mordellidae phân bố ở Bắc Mỹ.